# Генадий Охридски
 Тази статия е за охридския архиепископ от XIII век.  За велешкия митрополит от XIX век вижте Генадий Велешки.  
Генадий (на гръцки: Γεννάδιος) е византийски духовник, охридски архиепископ около 1285-1289 година.

## Биография
Сведенията за архиепископ Генадий са оскъдни. Той е поставен на охридската катедра от император Андроник II Палеолог, като Георги Пахимер разглежда назначението като изпращане на заточение. Малко по-късно Генадий напуска поста и се връща в Константинопол, където през 1289 година е сред кандидатите за патриарх, но след това отказва да поеме тази длъжност.